# Železniční trať Březno u Chomutova – Kadaň-Prunéřov
Železniční trať Březno u Chomutova – Kadaň-Prunéřov byla jednokolejná hlavní trať, součást dálkového spojení Praha–Cheb, které vybudovala na základě zákona z 3. června 1868 Buštěhradská dráha.
Provoz na trati byl zahájen 9. listopadu 1871. Byla využívána především pro nákladní dopravu, rychlíky z Prahy do Chebu byly obvykle vedeny úvratí přes Chomutov a osobní přeprava měla spíše lokálkový charakter.
Po odstoupení pohraničních území Německé říši přešla trať v roce 1938 do majetku Deutsche Reichsbahn, v jízdním řádu byla vedena jako trať 167k. V roce 1962 byl provoz z důvodu rozšíření těžby hnědého uhlí ukončen.